# Horatio Walpole (1er baron Walpole)
Horatio Walpole (8 décembre 1678 - 5 février 1757), diplomate anglais, est un fils de Robert Walpole de Houghton, Norfolk, et un frère cadet du Premier ministre de Grande-Bretagne, Robert Walpole. 

## Biographie
Né à Houghton il fait ses études au Collège d'Eton et au King's College de Cambridge. Il entre au Parlement en 1702 et reste député pendant cinquante-quatre ans. En 1715, lorsque son frère Robert, devient premier Lord du trésor, il est nommé secrétaire du Trésor et, en 1716, ayant déjà eu une expérience de ce genre, il se rend en mission diplomatique à La Haye. Il quitte son poste avec son frère en 1717, mais il est bientôt de nouveau au pouvoir et devient secrétaire du Lord lieutenant d'Irlande en 1720 et secrétaire du Trésor une seconde fois en 1721. 
En 1722, il se retrouve à La Haye et, en 1723, il se rend à Paris où, l'année suivante, il est nommé envoyé extraordinaire et ministre plénipotentiaire. Il entretient des relations proches avec le cardinal Fleury et appuie son frère dans ses efforts pour maintenir des relations amicales avec la France; il représente la Grande-Bretagne au congrès de Soissons et contribue à la conclusion du traité de Séville (novembre 1729). Il quitte Paris en 1730 et, en 1734, représente son pays à La Haye, où il reste jusqu'en 1740, usant de toute son influence pour la cause de la paix en Europe. Il a néanmoins pu rester impliqué dans les affaires de la capitale. Par exemple, en 1739, il est gouverneur fondateur de la fondation caritative la plus en vogue de Londres, le Foundling Hospital. 

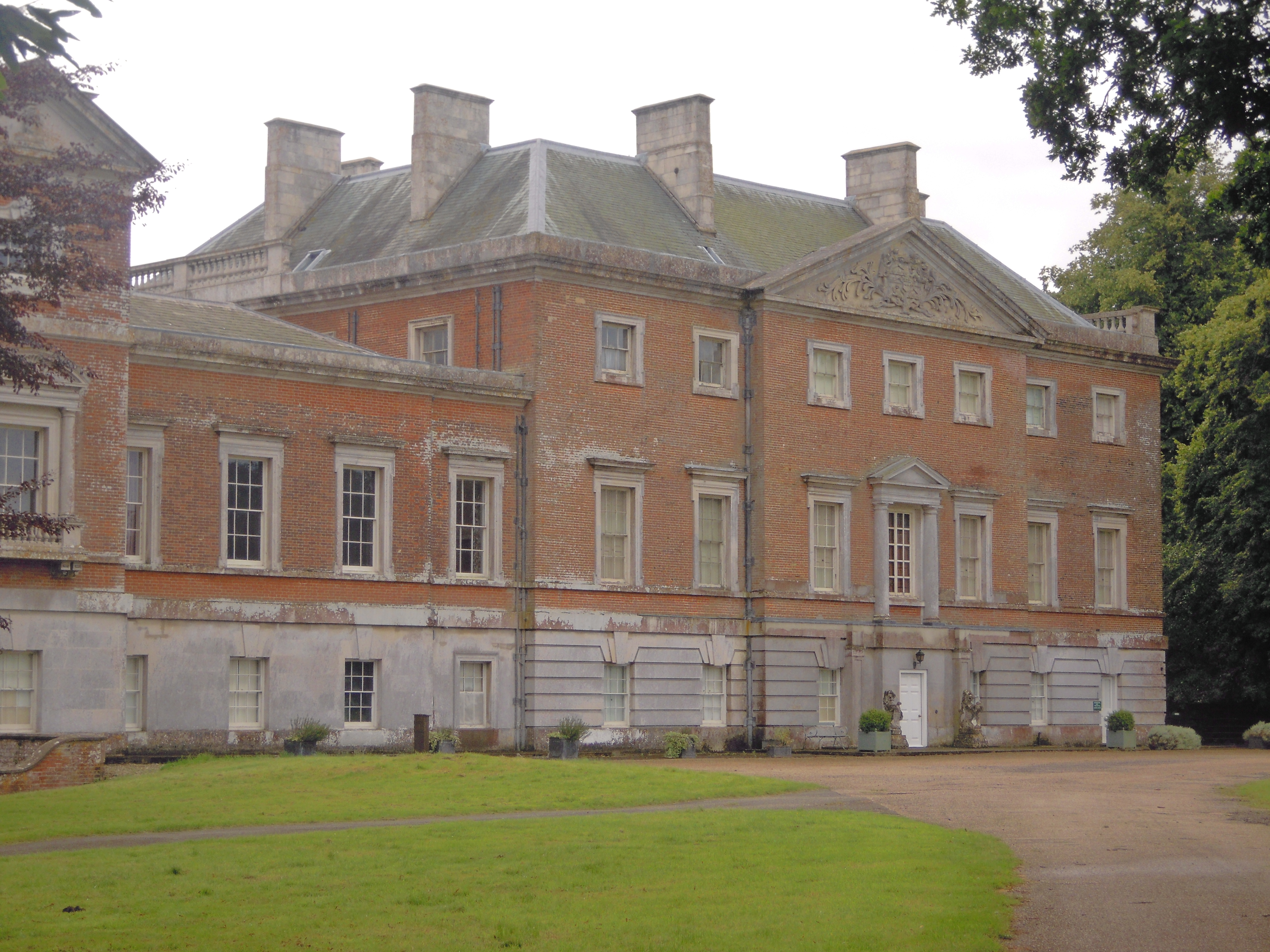
Wolterton Hall

Après la chute de Robert Walpole en 1742, Horatio défend sa conduite à la Chambre des communes et dans un pamphlet intitulé "L'intérêt de la Grande-Bretagne constamment poursuivi". Plus tard, il écrit des "excuses" sur sa propre conduite de 1715 à 1739 et une "Réponse à la dernière partie des lettres de Lord Bolingbroke sur l'étude de l'histoire" (imprimé en 1763).
En 1724, il charge Thomas Ripley de lui concevoir une nouvelle maison à Wolterton, dans le Norfolk, en remplacement de celle qui a brûlé. La maison appelée Wolterton Hall est achevée en 1742. 
En 1756, il est créé baron Walpole, de Wolterton et il meurt 5 février 1757 chez lui à Whitehall.

## Vie privée
Il épouse Mary Magdalen Lombard, le 21 juillet 1720, ils ont neuf enfants: 
- Horatio Walpole, 2e baron Walpole (1723–1809), créé comte d'Orford en 1806
- Mary Walpole (née le 25 février 1726), qui épouse Maurice Suckling.
- Thomas Walpole (6 octobre 1727 - mars 1803), qui épouse Elizabeth Vanneck (décédée le 9 juin 1760) le 14 novembre 1753
- Richard Walpole (5 décembre 1728 - 18 août 1798), qui épouse Margaret Vanneck (avant 1742 - 9 mai 1818) le 22 novembre 1758
- Susan Walpole (3 mai 1730 - 29 avril 1732)
- Henrietta Louisa Walpole (28 novembre 1731 - juin 1824)
- Anne Walpole (12 juillet 1733 - 25 novembre 1797)
- Caroline Walpole (22 novembre 1734 - 11 janvier 1737)
- Robert Walpole (diplomate) (1736-1810)